# 橙鰭野鯪
橙鰭野鯪，為輻鰭魚綱鯉形目鯉科的其中一個種。分布於亞洲印度及斯里蘭卡，體長可達35公分，棲息在靜止水域或水庫，可做為食用魚。

## 扩展阅读
維基物種上的相關：橙鰭野鯪